# Карьявдинская волость
Карьявдинская волость (Караявдинская волость.) — административно-территориальная единица в составе Белебеевского уезда Уфимской губернии Российской Империи. Просуществовала до советской административной реформы 1923—1924 годов.
Ныне территория волости в  Чекмагушевском и Шаранском районах Республики Башкортостан Российской Федерации.

## История
На территории волости действовало Гусевское товарищество. 

## Состав
По данным отчета 1898 г. в волость входили следующие населённые пункты, расположенные на земле, купленной от частных владельцев при содействии Крестьянского Банка (количество дворов/душ):
- пос. Афанасьевский — 13/73
- пос. Папановский — 41/281
- пос. Николаевский 1-й — 48/302
- пос. Николаевский 2-й — 34/222
- пос. Соколовский — 14/117
- пос. Васильевский — 38/246
- пос. Гусевский — 92/602

Всего в волости по состоянию на 1920 год находилось 46 населённых пунктов:
| 1. Ахметово 2. Базы-Баш (Байкиево, ныне Митро-Аюповское) 3. Байбулатово 4. Бекметево (ныне Бикметово) 5. Васильевка 6. Верхние Каръявды 7. Гусево 8. Калиновка 9. Караново (ныне Каран) 10. Кутуево (ныне улица Кутуева села Уйбулатово) 11. Малые Каръявды 12. Мердера хутор | 1. Мало-Аюпово 2. Нижние Каръявды 3. Николаевка 1-я 4. Николаевка 2-я 5. Ново-Аташево 6. Ново-Бакеево 7. Ново-Балаково 8. Ново-Балтачево 9. Ново-Дюмеево 10. Ново-Каръявды 11. Ново-Москово 12. Ново-Пучкаково | 1. Ново-Сурметево 2. Ново-Чикеево 3. Попановка 4. Пучкак-Куяново 5. Рафиково 6. Резяпово 7. Рсаево 8. Сияликулево 9. Соколовка 10. Старо-Балаково 11. Старо-Дюмеево 12. Старые Каръявды | 1. Старо-Москово 2. Старо-Пучкаково 3. Старо-Сурметево 4. Старо-Узмяшево 5. Старо-Чикеево 6. Тайняшево 7. Уйбулатово 8. Филипповка 9. Янабердино 10. Янтуганово (Ново-Я.) |

## Население
По данным переписи населения 1920 года население волости составляло 27511 чел.

### Национальный состав
| Национальность | Население, чел. | % от общего |
| -------------- | --------------- | ----------- |
| Татары         | 18 220          | 66,23       |
| Тептяри        | 3420            | 12,43       |
| Русские        | 2923            | 10,62       |
| Башкиры        | 1836            | 6,67        |
| Марийцы        | 647             | 2,35        |
| Украинцы       | 336             | 1,22        |
| Белорусы       | 115             | 0,42        |
| Литовцы        | 10              | 0,04        |
| Кряшены        | 4               | 0,01        |
| Всего          | 27 511          | 100,00      |

## Инфраструктура
В поселке Гусевский имелась церковь и церковно-приходская школа.